# Szamocin (gemeente)
De gemeente Szamocin is een stad- en landgemeente in het Poolse woiwodschap Groot-Polen, in powiat Chodzieski.
De zetel van de gemeente is in Szamocin.
Op 30 juni 2004 telde de gemeente 7248 inwoners.

## Oppervlakte gegevens
In 2002 bedroeg de totale oppervlakte van gemeente Szamocin 125,46 km², waarvan:
- agrarisch gebied: 64%
- bossen: 20%

De gemeente beslaat 18,43% van de totale oppervlakte van de powiat.

## Demografie
Stand op 30 juni 2004:
| Omschrijving                   | Totaal | Totaal | Vrouwen | Vrouwen | Mannen | Mannen |
| ------------------------------ | ------ | ------ | ------- | ------- | ------ | ------ |
| eenheid                        | aantal | %      | aantal  | %       | aantal | %      |
| inwoners                       | 7248   | 100    | 3639    | 50,2    | 3609   | 49,8   |
| bevolkingsdichtheid (inw./km²) | 57,8   | 57,8   | 29      | 29      | 28,8   | 28,8   |

In 2002 bedroeg het gemiddelde inkomen per inwoner 1373,92 zł.

## Administratieve plaatsen (sołectwo)
Atanazyn, Borowo, Heliodorowo, Laskowo, Lipa, Lipia Góra, Nałęcza, Nowy Dwór, Raczyn, Swoboda, Szamoty.

## Overige plaatsen
Antoniny, Borówki, Filipa, Jaktorowo, Józefowice, Józefowo, Kozarzyn, Leśniczówka, Ludwikowiec, Marianka, Michalina, Mielimąka, Nadolniki, Nowy Młyn, Piłka, Smolary, Sokolec, Sokoleckie Wybudowanie, Strzelczyki, Śluza-Krostkowo, Weśrednik.

## Aangrenzende gemeenten
Białośliwie, Chodzież, Gołańcz, Margonin, Miasteczko Krajeńskie, Wyrzysk

Stad- en landgemeenten:
Margonin · Szamocin

Landgemeenten:
Budzyń · Chodzież (regeringsplaats)